# Bystdrottning

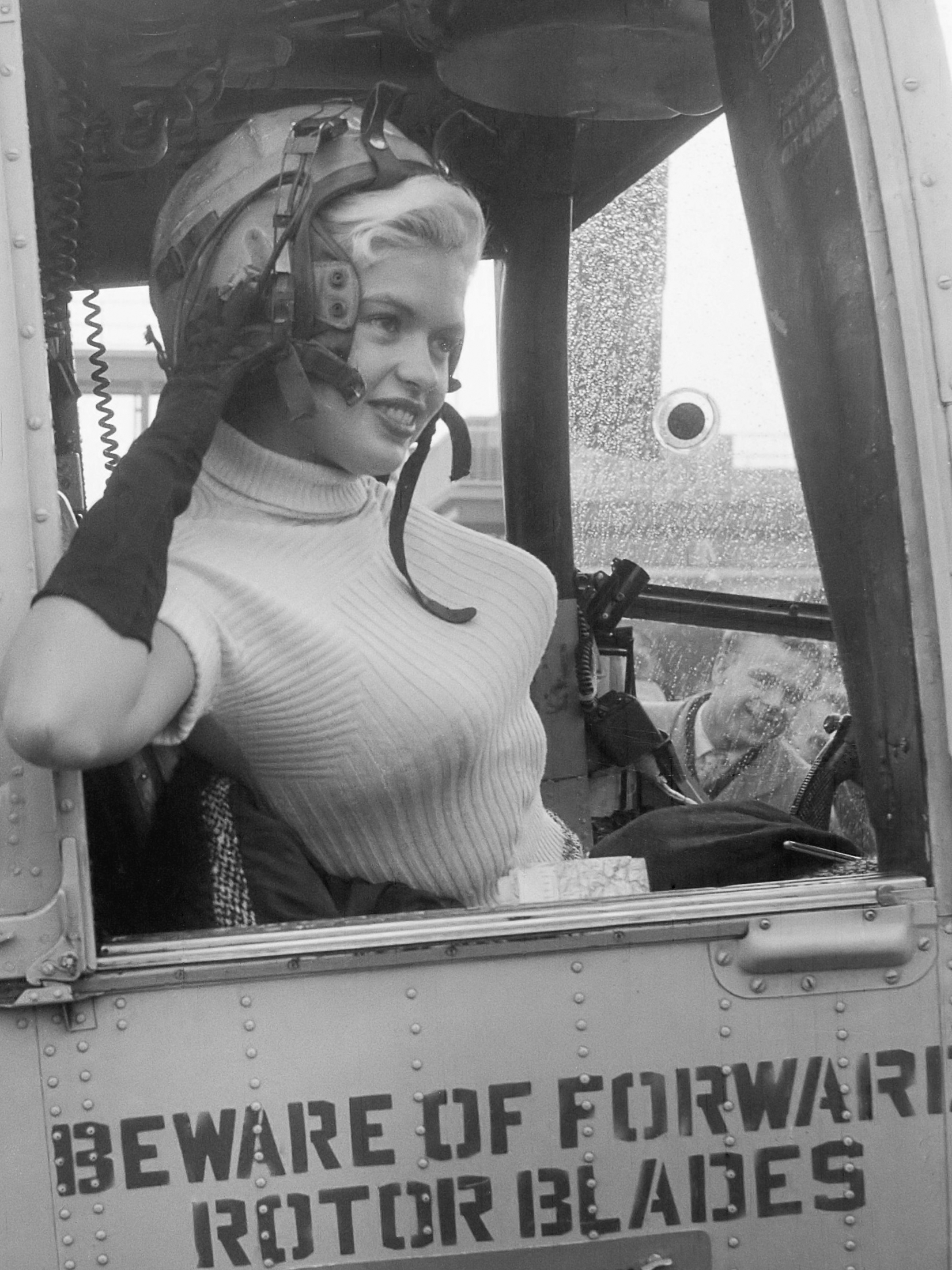
Jayne Mansfield 1957.

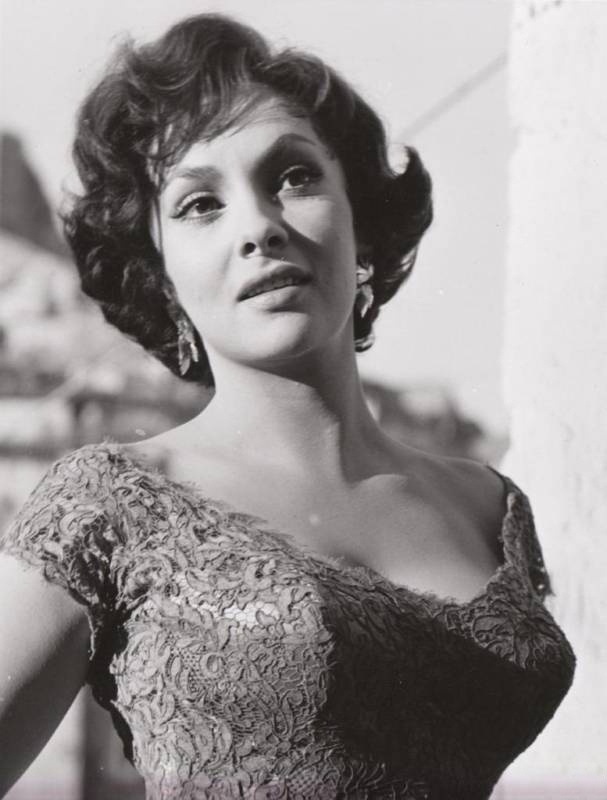
Gina Lollobrigida 1960-tal.

Bystdrottning (av franska buste 'överkropp', italienska busto 'bål', 'byst', den vuxna kvinnans bröstparti, barm) är en benämning på vissa filmskådespelerskor som var speciellt populära under 1940- och 1950-talet, då det kvinnliga skönhetsidealet innefattade en stor välformad byst. Begreppet har i perioder kritiserats som ett uttryck för sexism och objektifiering.

## Historik
Skönhetsidealen har varierat genom historien. I sin bok Bröstens historia skriver Peter Englund: 
| ” | Och då har vi inte ens nuddat vid frågan om fysiska ideal. Även där slår modevågorna in över varandra, och dränker det som igår var ett måste med något som i morgon är en löjlighet. Hur stora de ideala brösten skall vara har givetvis skiftat enormt genom århundradena, även så deras exakta placering – som vi kan se t.ex. hos just Jungfrun i Melun. Från de neolitiska venusfigurernas ofantliga hängbröst, till de egyptiska gudinnornas uppnosiga nassar; från de grekiska hetärernas normalstora, päronformade bröst, till 1100-talets kult av sådana som var klotformade och äppelstora; från det ideal som lades fast på 1400-talet, och som skulle förbli normgivande i flera hundra år, nämligen små, viktlösa och vitt åtskilda, till 1600-talets Nederländerna, då de stora brösten rehabiliterades; från 1920-talets platta barmar till 1950-talets bystdrottningar. Och så vidare. | „ |

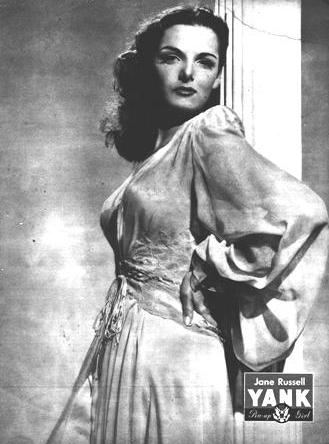
Jane Russell 1945.

Byst och kurviga former var ett ideal kring sekelskiftet 1900, men under 1920-talets "garçonne"-mode idealiserades istället en platt byst och raka, pojkaktiga former. Det kurviga idealet återkom under 1940- och 1950-talen. År 1943 lanserades filmen Den laglöse, med bland andra skådespelerskan Jane Russell. Filmen vållade en häftig moraldebatt i USA, inte minst för hur Russells kurvor exponerades, även om hon hela tiden var påklädd. I diskussionerna kring denna film, och liknande myntades begreppet "bystdrottning" vilket bland annat märks i att ordet dyker upp i en artikel i Expressen november 1952 där just skådespelerskan Jane Russell omnämns.
Under 1960-talet förändrades idealen igen med hippie- och unisexmode och företeelsen bystdrottning kom att uppfattas som föråldrat. Under 1980-talet återkom de dock då sångerskor som Samantha Fox och Sabrina Salerno framställdes som sentida motsvarigheter.

## Kända bystdrottningar
Många kända bystdrottningar var italienska skådespelare, som Silvana Pampanini, Silvana Mangano, Gina Lollobrigida och Sophia Loren. Ett annat land med många kända bystdrottningar under 1940- och 50-talet var USA, med Jane Russell och Jayne Mansfield, och i Storbritannien Diana Dors. Anita Ekberg från Sverige, gjorde internationell karriär och bosatte sig i Italien. 